# André-Éloi de Backer
Pour les articles homonymes, voir de Backer.
André-Éloi de Backer ou André-Éloi Bacherius, né en 1520 à Poperinge, en Flandre (Belgique) et mort en 1562 à Bourges (France), est un jurisconsulte, universitaire et avocat belge.

## Biographie
Né vers 1520, André-Éloi de Backer fait des études de jurisprudence à Louvain auxquelles il se voue complètement. Il a été reçu comme Docteur en droit à Bourges, après avoir suivi les cours de Jacques Cujas, Hugues Doneau et Antoine Le Conte .
Après ses humanités, il se consacre à la jurisprudence et fréquente l’université de Bourges à la suite des cours de célèbres professeurs. Il obtient le titre de docteur en droit. Il gardera un très bon contact avec ses professeurs les considérant comme des modèles.
Il revient ensuite dans sa terre natale et sera avocat à la cour suprême de Flandre, à Gand. Quand il se lassa de sa carrière de barreau, il se tournera vers l’enseignement où il montra ses plus belles qualités.
Il est ainsi appelé pour occuper à l’académie de Bourges une chaire de faculté de droit. L’enseignement lui permet de se faire apprécier par de nombreuses personnalités et collègues au sein de l'académie où il prend son rôle très à cœur, et le remplit brillamment. Durant cette période, il a écrit 209 thèses sur des matières de droit. Il en forme un recueil qu'il dédie à son protecteur, Michel de L'Hospital.

### Vie privée
Après s'être installé en France, il a épousé une Française, et certains pensent qu'ils eurent un fils, appelé André Bacherus, docteur en médecine, archiâtre et conseiller des ducs de Brunswick, mais ce n'est qu'une supposition.